# Gorilla Biscuits
Gorilla Biscuits est un groupe de punk hardcore américain, originaire de New York. Formé en 1987, le groupe se compose actuellement de Anthony Civarelli, Walter Schreifels, Arthur Smilios, Alex Brown et Luc Abbaye.

## Biographie

### Débuts
Le groupe Gorilla Biscuits est formé à la rencontre d'Arthur Smilios et Nick Drysdale avec Anthony « Civ » Civarelli, les deux premiers étant à la même école secondaire sur Long Island. Tous les trois, fans du groupe Agnostic Front, participent à des concerts hardcore au CBGB le week-end. Ils y rencontrent des gens comme Ray Cappo et Jean Porcelly du groupe Youth of Today.
Arthur décide de former un groupe de hardcore et demande à Civ d'en être le chanteur. Cependant, Civ n'aime pas chanter et, à ses débuts,fait face au sol ou au mur pendant le début des concerts à cause du trac. Les membres du groupe Token Entry organisent un concert pour le groupe. À cette période, désormais avec le batteur des Token Entry, Ernie Parada, pour leur premier concert, le groupe doit se trouver un nom à donner à l'organisateur. Dans la région, il existait un médicament populaire également utilisé comme drogue récréative, le Méthaqualone ; les gens l'appelaient « merde de singe », ou « gorilla biscuits » en raison de taille imposante de la pilule. Finalement, le groupe adopte le nom Gorilla Biscuits et, bien qu'il fût initialement destiné à être temporaire, continuent à l'utiliser.
Le groupe enregistre un certain nombre de démos lo-fi, vendus en magasin à un dollar. Leurs premiers t-shirts officiels sont colorés en bleu, avec une image d'un gorille sur skateboard, fait à l'aide de marqueurs noirs et de buvards.

### Popularité
Le label Revelation Records publie la chanson Better than You des Gorilla Biscuits, sur l'une de leurs compilation, et sort en 1988 leur EP éponyme Gorilla Biscuits  qui deviendra plus tard un hit du punk hardcore. Le groupe part ensuite deux fois en tournée aux États-Unis et en Europe. En 1989, le groupe publie un premier album, intitulé Start Today, devenu meilleure vente de disque du label Revelation Records. Il est également le premier album sorti en format plié sur CD, aux côtés des versions vinyle et cassette. Le groupe commence l'écriture d'un deuxième album. Une chanson inédite, Distance, est jouée par le groupe lors d'un concert en 1991 dans le documentaire Vivre à New York), qu'ils n'ont jamais enregistré. 
Le groupe se sépare en 1992. Certains des membres continueront de jouer dans le groupe CIV. En plus d'être chanteur pour CIV, Civ devient propriétaire d'un studio de tatouage à Long Island. Walter formera le groupe de post-hardcore Quicksand. Il écrira ensuite les chansons et aidera CIV à produire leur premier album.

### Retour et futur
En octobre 1997, Gorilla Biscuits se reforme pour un concert au CBGB en soutien à la famille de Raybeez, chanteur de Warzone à cette période décédé. Le 14 août 2005, le groupe joue un autre concert au CBGB pour payer les frais de justice du club. En 2006, Revelation Records réédite leur album Start Today. L'album est remastérisé et agrémenté de notes d'accompagnement rédigées par Walter Schreifels. Le groupe fait une tournée de retour d'un mois au cours de l'été 2006, 
En septembre 2007, Gorilla Biscuits effectue un mois de tournée à travers l'Europe, notamment en Allemagne, en Espagne, en Suisse, aux Pays-Bas, et en Angleterre. 
Le 6 août 2016, au cours d'un concert des Gorilla Biscuits au festival This is Hardcore à Philadelphie, Civorelli prend une pause pour introduire la chanson Degradation, qui s'insurge contre les nazis de la scène punk dans les années 1980. Il commente également le mouvement Black Lives Matter, en disant : « En 2016, les gens ont encore à porter des t-shirts qui disent Black Lives Matter. Sans déconner. Marrons, noirs, blancs, jaunes nous comptons tous. Tout le monde ici compte. Ne laissez pas les médias, les écoles, les institutions, vous influencer. Nous sommes une famille, un peuple. » La déclaration n'est pas passée auprès de nombreux participants à la fête et a été suivie deux jours plus tard par une chanson du chanteur de 108, Rob Poisson qui affirme son soutien au mouvement Black Lives Matter.

## Membres

### Membres actuels
- Anthony Civarelli - chant
- Walter Schreifels - guitare
- Arthur Miaou Smilios – basse
- Luc Abbaye – batterie

### Anciens membres
- Sammy Siegler – batterie
- Eric Fink – basse
- Marque Hayworth – basse
- Jean Porcelly – basse
- Alex Brown – deuxième guitare

## Discographie
- 1988 : Gorilla Biscutis, Revelation Records
- 1989 : Start Today, Revelation Records